# Dorotea di Danimarca (1504-1547)
Dorothea di Danimarca (Gottorp, 1º agosto 1504 – Königsberg, 11 aprile 1547) era una principessa di Danimarca e duchessa di Prussia per matrimonio.

## Biografia
Dorotea era la figlia di Federico I di Danimarca, e della sua prima moglie, Anna del Brandeburgo. Dopo l'ascesa al trono di suo padre nel 1523, fu proposto un matrimonio tra Dorotea e il pretendente al trono inglese, il duca Richard de la Pole, che fu sostenuto dal re Francesco I di Francia, ma senza successo.

## Matrimonio
Nel 1525 ricevette una proposta dal neo-nominato duca di Prussia, Alberto I. Il matrimonio è stato organizzato dal cancelliere tedesco di suo padre Wolfgang von Utenhof. Il matrimonio fu celebrato il 12 febbraio 1526 e Dorotea arrivò con un grande seguito a Königsberg a giugno.
Dorotea ebbe un ottimo rapporto con Alberto e questo contribuì a un buon e attivo contatto tra la Danimarca e la Prussia che continuò durante il regno di suo fratello e fino alla sua morte. Dorotea e suo marito corrispondevano con suo fratello, il re di Danimarca, e agivano come suoi consiglieri politici. Dorotea e Alberto furono presenti all'incoronazione di Cristiano III di Danimarca a Copenaghen nel 1537; agirono anche come genitori adottivi di suo nipote, il duca Hans di Danimarca nel 1536–1542.
Dorotea e Alberto ebbero sei figli:
- Anna Sofia (11 giugno 1527-6 febbraio 1591);
- Caterina (24 febbraio 1528);
- Federico Alberto (5 dicembre 1529-1 gennaio 1530);
- Lucia Dorotea (8 aprile 1531-1 febbraio 1532);
- Lucia (febbraio 1537-maggio 1539);
- Alberto (marzo 1539).

Alla sua morte Alberto si risposò con Anna Maria di Brunswick-Calenberg-Göttingen da cui ebbe l'erede Alberto Federico.

## Ascendenza
|                           |                            |                                | Genitori                                  |  |  | Nonni |  |  | Bisnonni              |  |  | Trisnonni                |  |
|                           |                            |                                |                                           |  |  |       |  |  | Dietrich di Oldenburg |  |  | Cristiano V di Oldenburg |  |
|                           |                            |                                |                                           |  |  |       |  |  | Dietrich di Oldenburg |  |  | Cristiano V di Oldenburg |  |
|                           |                            | Agnese di Hohnstein-Heringen   |                                           |  |  |       |  |  | Dietrich di Oldenburg |  |  |                          |  |
| Cristiano I di Danimarca  |                            |                                |                                           |  |  |       |  |  | Dietrich di Oldenburg |  |  |                          |  |
|                           |                            | Edvige di Schauenburg          | Gerardo VI di Schleswig-Holstein          |  |  |       |  |  |                       |  |  |                          |  |
|                           |                            | Edvige di Schauenburg          | Gerardo VI di Schleswig-Holstein          |  |  |       |  |  |                       |  |  |                          |  |
|                           |                            | Edvige di Schauenburg          | Caterina Elisabetta di Brunswick-Lüneburg |  |  |       |  |  |                       |  |  |                          |  |
| Federico I di Danimarca   |                            | Edvige di Schauenburg          |                                           |  |  |       |  |  |                       |  |  |                          |  |
|                           |                            | Giovanni l'Alchimista          | Federico I di Brandeburgo                 |  |  |       |  |  |                       |  |  |                          |  |
|                           |                            | Giovanni l'Alchimista          | Federico I di Brandeburgo                 |  |  |       |  |  |                       |  |  |                          |  |
|                           |                            | Giovanni l'Alchimista          | Elisabetta di Baviera-Landshut            |  |  |       |  |  |                       |  |  |                          |  |
| Dorotea di Brandeburgo    |                            | Giovanni l'Alchimista          |                                           |  |  |       |  |  |                       |  |  |                          |  |
|                           |                            | Barbara di Sassonia-Wittenberg | Rodolfo III di Sassonia-Wittenberg        |  |  |       |  |  |                       |  |  |                          |  |
|                           |                            | Barbara di Sassonia-Wittenberg | Rodolfo III di Sassonia-Wittenberg        |  |  |       |  |  |                       |  |  |                          |  |
|                           |                            | Barbara di Sassonia-Wittenberg | Barbara di Legnica                        |  |  |       |  |  |                       |  |  |                          |  |
| Dorotea di Danimarca      |                            | Barbara di Sassonia-Wittenberg |                                           |  |  |       |  |  |                       |  |  |                          |  |
|                           | Alberto III di Brandeburgo | Federico I di Brandeburgo      |                                           |  |  |       |  |  |                       |  |  |                          |  |
|                           | Alberto III di Brandeburgo | Federico I di Brandeburgo      |                                           |  |  |       |  |  |                       |  |  |                          |  |
|                           | Alberto III di Brandeburgo | Elisabetta di Baviera-Landshut |                                           |  |  |       |  |  |                       |  |  |                          |  |
| Giovanni I di Brandeburgo | Alberto III di Brandeburgo |                                |                                           |  |  |       |  |  |                       |  |  |                          |  |
|                           |                            | Margherita di Baden            | Giacomo I di Baden                        |  |  |       |  |  |                       |  |  |                          |  |
|                           |                            | Margherita di Baden            | Giacomo I di Baden                        |  |  |       |  |  |                       |  |  |                          |  |
|                           |                            | Margherita di Baden            | Caterina di Lorena                        |  |  |       |  |  |                       |  |  |                          |  |
| Anna del Brandeburgo      |                            | Margherita di Baden            |                                           |  |  |       |  |  |                       |  |  |                          |  |
|                           |                            | Guglielmo III di Sassonia      | Federico I di Sassonia                    |  |  |       |  |  |                       |  |  |                          |  |
|                           |                            | Guglielmo III di Sassonia      | Federico I di Sassonia                    |  |  |       |  |  |                       |  |  |                          |  |
|                           |                            | Guglielmo III di Sassonia      | Caterina di Braunschweig-Lüneburg         |  |  |       |  |  |                       |  |  |                          |  |
| Margherita di Sassonia    |                            | Guglielmo III di Sassonia      |                                           |  |  |       |  |  |                       |  |  |                          |  |
|                           |                            | Anna d'Asburgo                 | Alberto II d'Asburgo                      |  |  |       |  |  |                       |  |  |                          |  |
|                           |                            | Anna d'Asburgo                 | Alberto II d'Asburgo                      |  |  |       |  |  |                       |  |  |                          |  |
|                           |                            | Anna d'Asburgo                 | Elisabetta di Lussemburgo                 |  |  |       |  |  |                       |  |  |                          |  |
|                           |                            | Anna d'Asburgo                 |                                           |  |  |       |  |  |                       |  |  |                          |  |